# 短尾雅鹛
短尾雅鹛（学名：Malacocincla malaccensis），是画眉科的一种，分布于文莱、缅甸、泰国、印度尼西亚、马来西亚和新加坡。该物种的保护状况被评为近危。
短尾雅鹛的平均体重约为21.4克。栖息地包括亚热带或热带的（低地）湿润疏灌丛、亚热带或热带的湿润低地林、种植园、亚热带或热带严重退化的前森林、河流、溪流和亚热带或热带的沼泽林。